# Vache II Arzerúnio
Vache II Arzerúnio (em armênio/arménio: Վաչէ Բ Արծրունի; romaniz.: Vačʻē II Artsruni) foi um nobre armênio do século IV, ativo sob o xá Vararanes V (r. 420–438). Nesse tempo, foi um dos nobres armênios que peticionaram por um novo católico após a deposição de Isaque I, o Parta (r. 387–428). Vache esteve entre aqueles que deixarem Vararanes livre para escolher o vigário.

## Nome
O nome Vache (Vačʻē) tem origem iraniana e é uma abreviação dos nomes relacionados Vachaque (Վաչակ, Vachak) e Vachagã (Վաչագան, Vačʻagan). Em sua forma longa, deriva do persa médio waččag, que significa "jovem, criança, novato filhote".